# Union sportive Fougères
Actualités
L'Union sportive Fougères est un club de football français basé à Fougères fondé en 2011.

## Historique
Le club Drapeau de Fougères est créé en 1893. En 2011, il fusionne avec la section football de l'Avant-garde laïque de Fougères (club fondé en 1906) sous le nom de l'Avant-garde laïque Drapeau Fougères. En 2022, le club est renommé Union sportive Fougères.

## Personnalités

### Présidents
- 2015-2019 :  Dominique Renault[3]
- 2019-2023 :  Michael Linhoff[4]

### Entraîneurs
- Nov. 2019-2022 :  Pierre-Yves David.
- 2022- :  Thierry Rébillon[5]